# Alticola (subgènere)
Alticola és un subgènere de rosegadors del gènere Alticola. Les espècies d'aquest grup són endèmiques d'Àsia. Tenen el crani relativament alt, mentre que l'espai interorbitari i el neurocrani no estan particularment aplanats. L'esmalt de les dents és prim. La tercera molar superior és igual o més curta que la primera. Els representants actuals d'aquest subgènere viuen a gran altitud, però se n'han trobat fòssils del Plistocè a altituds molt inferiors.